# Midnight Faces
Midnight Faces é um filme mudo do gênero mistério produzido nos Estados Unidos, dirigido por Bennett Cohen e lançado em 1926.